# Closer to Home
| Recensione                        | Giudizio      |
| --------------------------------- | ------------- |
| AllMusic                          |               |
| Robert Christgau                  | C+            |
| The New Rolling Stone Album Guide | [ 4 ]         |
| Sputnikmusic                      | 5.0 (Classic) |
| Dizionario del Pop-Rock           | [ 6 ]         |
| 24.000 dischi                     | [ 7 ]         |

Closer to Home è un album del gruppo musicale statunitense Grand Funk Railroad, pubblicato dall'etichetta discografica Capitol nel giugno del 1970.
Il disco è prodotto da Terry Knight, mentre Mark Farner, leader della band, è autore completo dei brani.
Dall'album vengono tratti i singoli Sin's a Good Man's Brother e I'm Your Captain (Closer to Home).

## Tracce

### LP
Lato A
Testi e musiche di Mark Farner.
1. Sin's a Good Man's Brother – 4:35 – Registrato il 9 marzo 1970
2. Aimless Lady – 3:25 – Registrato il 9 marzo 1970
3. Nothing Is the Same – 5:10 – Registrato il 10 marzo 1970
4. Mean Mistreater – 4:25 – Registrato il 9 marzo 1970
5. Get It Together – 5:07 – Registrato il 10 marzo 1970

Lato B
Testi e musiche di Mark Farner.
1. I Don't Have to Sing the Blues – 4:35 – Registrato il 9 marzo 1970
2. Hooked On Love – 7:10 – Registrato il 10 marzo 1970
3. I'm Your Captain (Closer to Home) – 9:47 – Registrato il 10 marzo 1970

### CD
Edizione CD del 2002, pubblicato dalla Capitol Records (72435-39380-2-4)
Testi e musiche di Mark Farner.
1. Sin's a Good Man's Brother – 4:51
2. Aimless Lady – 3:29
3. Nothing Is the Same – 5:14
4. Mean Mistreater – 4:27
5. Get It Together – 5:10
6. I Don't Have to Sing the Blues – 4:37
7. Hooked On Love – 7:13
8. I'm Your Captain (Closer to Home) – 10:08
9. Mean Mistreater (Alternate Mix) – 4:33 – Bonus Track
10. In Need (Live) – 11:30 – Bonus Track - Registrato dal vivo il 25 giugno 1970 al The Orlando Sports Center, Orlando, Florida
11. Heartbreaker (Live) – 7:17 – Bonus Track - Registrato dal vivo il 25 giugno 1970 al The Orlando Sports Center, Orlando, Florida
12. Mean Mistreater (Live) – 5:22 – Bonus Track - Registrato dal vivo il 25 giugno 1970 al The Orlando Sports Center, Orlando, Florida

## Formazione
- Mark Farner - chitarra, tastiere, voce
- Mel Schacher - basso
- Don Brewer - batteria, voce

Con
- Thomas A. Baker - arrangiamento orchestra, conduttore orchestra (brano: I'm Your Captain (Closer to Home))

Note aggiuntive
- Terry Knight - produttore (A Good Knight Production)
- Registrazioni effettuate al Cleveland Recording Company Studios di Cleveland, Ohio (Stati Uniti)
- Kenneth Hamann - ingegnere delle registrazioni[10]

## Classifica
Album
| Anno | Classifica    | Posizione raggiunta |
| ---- | ------------- | ------------------- |
| 1970 | Billboard 200 | 6                   |

Singoli
| Anno | Titolo del brano                  | Classifica        | Posizione raggiunta |
| ---- | --------------------------------- | ----------------- | ------------------- |
| 1970 | I'm Your Captain (Closer to Home) | Billboard Hot 100 | 22                  |